# 海王丸站
海王丸站（日语：／ Kaioumaru eki */?）是位於富山縣射水市越之潟町，萬葉線的電車站。

## 歷史
- 1932年11月9日：越中鐵道越之潟口站（日语：／）啟用。當時車站位於現在車站東邊數十米位置。現時還有月台遺蹟。
- 1943年1月1日：越中鐵道合併至富山地方鐵道，成為富山地方鐵道射水線車站。
- 1966年4月5日：隨著建設富山新港（日语：伏木富山港）築港工程，射水線分斷，包含此站部分射水線路段轉讓給加越能鐵道，成為新湊港線車站。
- 1990年4月1日：車站遷移至現在的位置，並改名為海王丸站。
- 2002年4月1日：轉讓路線給萬葉線[2]。
- 2024年9月28日：可使用ICOCA及全國通用IC卡付款[3]。

## 電車站構造
電車站是地面車站，設有2面1線的相對式月台。

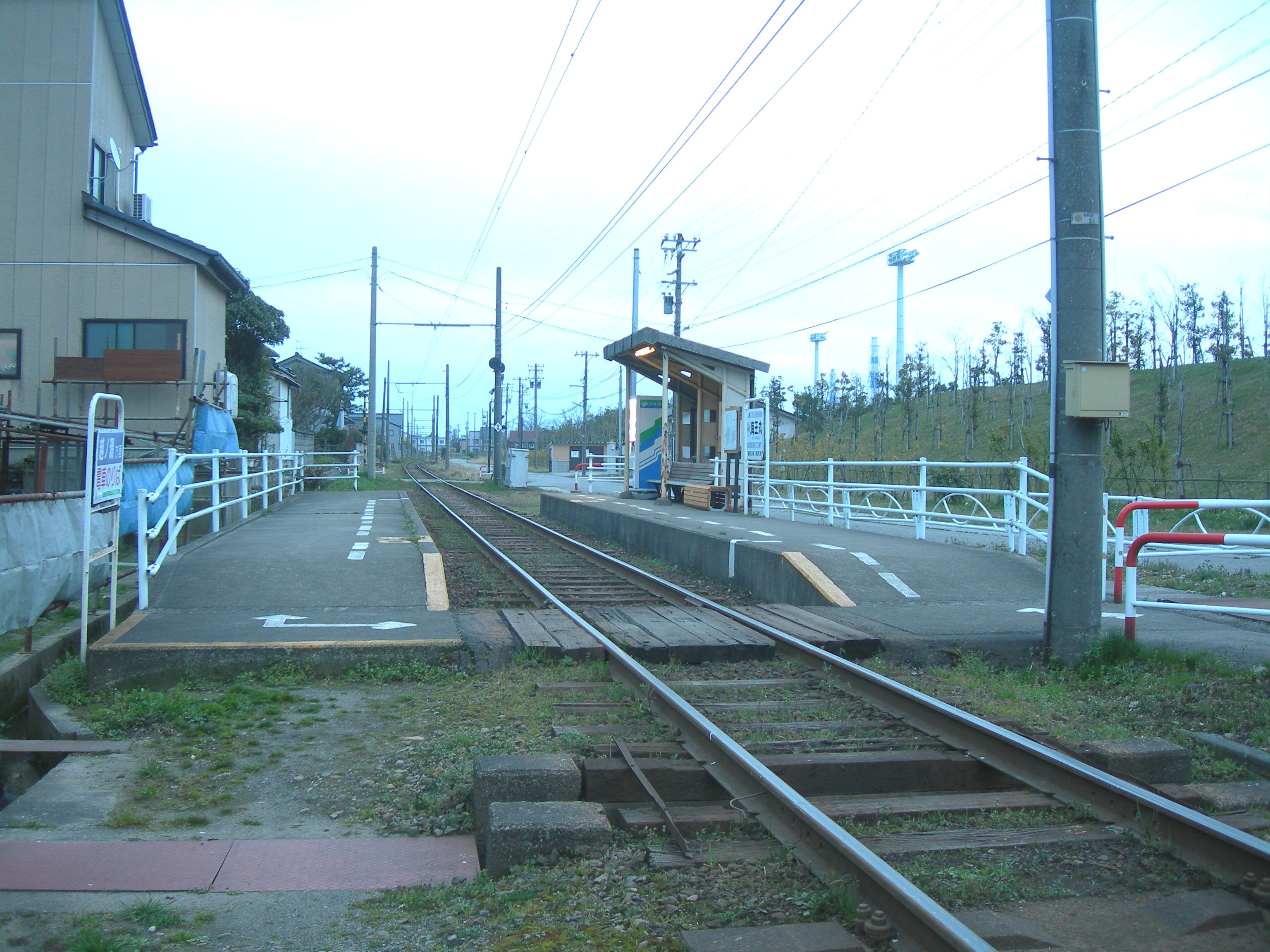
月台

## 電車站周邊
- 海王丸公園（日语：海王丸パーク）（海王丸（日语：海王丸 (初代)））

## 相鄰電車站
萬葉線
■萬葉線（新湊港綫）
東新湊－海王丸－越潟

## 注腳
1. ↑   (PDF). 射水市.   [2018-07-14]. （原始内容存档 (PDF)于2021-09-18） （日语）.
2. ↑  編集部. . 鐵道畫刊 (電氣車研究會). 2002-05-01, 52 (第5号（通巻第717号）): 110. ISSN 0040-4047 （日语）.
3. ↑   (PDF) (新闻稿). 万葉線. 2024-08-28  [2024-08-30]. （原始内容存档 (PDF)于2024-08-29） （日语）.

## 外部連結
- * 萬葉線東新湊站上行 （页面存档备份，存于）與下行 （页面存档备份，存于）時間表（日語）